# Matinhos
Matinhos este un oraș în Paraná (PR), Brazilia.